# Nastro d’Argento/Bestes Drehbuch
Nastro d’Argento: Bestes Drehbuch (Nastro d'Argento alla migliore sceneggiatura)
Dieser Filmpreis wird seit 1948 vom italienischen Filmkritikerverband (Sindacato Nazionale Giornalisti Cinematografici Italiani, SNGCI) vergeben.
| Jahr | Preisträger                                                                                           | Filmtitel                                                                  |
| ---- | --- | -------------------------------------------------------------------------- |
| 1948 | Gaspare Cataldo Pala Alberto Vecchietti                                                               | I fratelli Karamazoff                                                      |
| 1949 | Vittorio De Sica Cesare Zavattini Suso Cecchi D’Amico Oreste Biancoli Adolfo Franci Gerardo Guerrieri | Fahrraddiebe (Ladri di biciclette)                                         |
| 1950 | Suso Cecchi D’Amico Cesare Zavattini Renato Castellani                                                | È primavera                                                                |
| 1951 | Cesare Zavattini Alessandro Blasetti                                                                  | Prima comunione                                                            |
| 1952 | Ettore Maria Margadonna Titina De Filippo Renato Castellani                                           | Due soldi di speranza                                                      |
| 1953 | keine Verleihung                                                                                      |                                                                            |
| 1954 | Vitaliano Brancati Sergio Amidei Vincenzo Talarico Luigi Zampa                                        | Anni facili                                                                |
| 1955 | keine Verleihung                                                                                      |                                                                            |
| 1956 | Pasquale Festa Campanile Massimo Franciosa Giuseppe Mancione                                          | Gli innamorati                                                             |
| 1957 | Cesare Zavattini                                                                                      | Il tetto                                                                   |
| 1958 | Valerio Zurlini Leo Benvenuti Piero De Bernardi Alberto Lattuada                                      | Guendalina                                                                 |
| 1959 | Age & Scarpelli Suso Cecchi D’Amico Mario Monicelli                                                   | Diebe haben’s schwer (I soliti ignoti)                                     |
| 1960 | Ennio De Concini Alfredo Giannetti Pietro Germi                                                       | Unter glatter Haut (Un maledetto imbroglio)                                |
| 1961 | Pasquale Festa Campanile Suso Cecchi D’Amico Massimo Franciosa Enrico Medioli Luchino Visconti        | Rocco und seine Brüder (Rocco e i suoi fratelli)                           |
| 1962 | Ennio De Concini Alfredo Giannetti Pietro Germi                                                       | Scheidung auf italienisch (Divorzio all’italiana)                          |
| 1963 | Pasquale Festa Campanile Massimo Franciosa Carlo Bernari Nanni Loy                                    | Die vier Tage von Neapel (Le quattro giornate di Napoli)                   |
| 1964 | Ennio Flaiano Tullio Pinelli Brunello Rondi Federico Fellini                                          | Achteinhalb (8½)                                                           |
| 1965 | Age & Scarpelli Luciano Vincenzoni Pietro Germi                                                       | Verführung auf italienisch (Sedotta e abbandonata)                         |
| 1966 | Ruggero Maccari Ettore Scola Antonio Pietrangeli                                                      | Ich habe sie gut gekannt (Io la conoscevo bene)                            |
| 1967 | Age & Scarpelli Luciano Vincenzoni Pietro Germi                                                       | Frivole Spiele (Signore & signori)                                         |
| 1968 | Ugo Pirro Elio Petri                                                                                  | A ciascuno il suo                                                          |
| 1969 | Dino Maiuri Massimo De Rita Carlo Lizzani                                                             | Banditi a Milano                                                           |
| 1970 | Fabio Carpi Nelo Risi                                                                                 | Diario di una schizofrenica                                                |
| 1971 | Adriano Baracco Tullio Kezich Alberto Lattuada Piero Chiara                                           | Venga a prendere il caffè da noi                                           |
| 1972 | Leo Benvenuti Piero De Bernardi Nino Manfredi                                                         | Per grazia ricevuta                                                        |
| 1973 | Alberto Bevilacqua                                                                                    | Questa specie d’amore                                                      |
| 1974 | Tonino Guerra Federico Fellini                                                                        | Amarcord                                                                   |
| 1975 | Age & Scarpelli Ettore Scola                                                                          | Wir waren so verliebt (C’eravamo tanto amati)                              |
| 1976 | Tullio Pinelli Leo Benvenuti Piero De Bernardi Pietro Germi                                           | Ein irres Klassentreffen (Amici miei)                                      |
| 1977 | Sergio Amidei Mario Monicelli                                                                         | Un borghese piccolo piccolo                                                |
| 1978 | Ruggero Maccari Ettore Scola Maurizio Costanzo                                                        | Ein besonderer Tag (Una giornata particolare)                              |
| 1979 | Ermanno Olmi                                                                                          | Der Holzschuhbaum (L’albero degli zoccoli)                                 |
| 1980 | Age & Scarpelli Ettore Scola                                                                          | Die Terrasse (La terrazza)                                                 |
| 1981 | Ruggero Maccari Ettore Scola                                                                          | Passion der Liebe (Passione d’amore)                                       |
| 1982 | Tullio Pinelli Leo Benvenuti Piero De Bernardi Bernardino Zapponi Mario Monicelli                     | Die tolldreisten Streiche des Marchese del Grillo (Il marchese del Grillo) |
| 1983 | Paolo Taviani Vittorio Taviani Tonino Guerra Giuliani G. De Negri                                     | Die Nacht von San Lorenzo (La notte di San Lorenzo)                        |
| 1984 | Elvio Porta Nanni Loy                                                                                 | Picone schickt mich (Mi manda Picone)                                      |
| 1985 | Paolo Taviani Vittorio Taviani Tonino Guerra                                                          | Kaos                                                                       |
| 1986 | Tullio Pinelli Leo Benvenuti Piero De Bernardi Suso Cecchi D’Amico Mario Monicelli                    | Hoffen wir, daß es ein Mädchen wird (Speriamo che sia femmina)             |
| 1987 | Ruggero Maccari Ettore Scola Furio Scarpelli                                                          | Die Familie (La famiglia)                                                  |
| 1988 | Massimo Troisi Anna Pavignano                                                                         | Le vie del Signore sono finite                                             |
| 1989 | Tullio Kezich Ermanno Olmi                                                                            | Die Legende vom heiligen Trinker (La leggenda del santo bevitore)          |
| 1990 | Pupi Avati                                                                                            | Eine Geschichte von Männern und Frauen (Storia di ragazzi e ragazze)       |
| 1991 | Suso Cecchi D’Amico Tonino Guerra                                                                     | Il male oscuro                                                             |
| 1992 | Andrea Barbato Emidio Greco                                                                           | Ein einfacher Fall (Una storia semplice)                                   |
| 1993 | Stefano Rulli Sandro Petraglia Gianni Amelio                                                          | Gestohlene Kinder (Il ladro di bambini)                                    |
| 1994 | Francesca Archibugi                                                                                   | Der große Kürbis (Il grande cocomero)                                      |
| 1995 | Alessandro D’Alatri                                                                                   | Ohne Haut (Senza pelle)                                                    |
| 1996 | Leone Pompucci Filippo Pichi Paolo Rossi                                                              | Camerieri                                                                  |
| 1997 | Giovanni Veronesi Leonardo Pieraccioni                                                                | Il ciclone                                                                 |
| 1998 | Vincenzo Cerami Roberto Benigni                                                                       | Das Leben ist schön (La vita è bella)                                      |
| 1999 | Giuseppe Tornatore                                                                                    | Die Legende vom Ozeanpianisten (La leggenda del pianista sull’oceano)      |
| 2000 | Doriana Leondeff Silvio Soldini                                                                       | Brot und Tulpen (Pane e tulipani)                                          |
| 2001 | Claudio Fava Marco Tullio Giordana Monica Zapelli                                                     | 100 Schritte (I cento passi)                                               |
| 2002 | Giulia Calenda Cristina Comencini Lucilla Schiaffino                                                  | Der schönste Tag in meinem Leben (Il più bel giorno della mia vita)        |
| 2003 | Gabriele Muccino Heidrun Schleef                                                                      | Ricordati di me                                                            |
| 2004 | Sandro Petraglia Stefano Rulli                                                                        | Die besten Jahre (La meglio gioventù)                                      |
| 2005 | Sergio Castellitto Margaret Mazzantini                                                                | Don’t Move (Non ti muovere)                                                |
| 2006 | Ugo Chiti Giovanni Veronesi                                                                           | Handbuch der Liebe (Manuale d'amore)                                       |
| 2007 | Ferzan Özpetek Gianni Romoli                                                                          | Saturno Contro – In Ewigkeit Liebe (Saturno contro)                        |
| 2008 | Sandro Petraglia                                                                                      | La ragazza del lago                                                        |
| 2008 | Daniele Luchetti Stefano Rulli                                                                        | Mein Bruder ist ein Einzelkind (Mio fratello è figlio unico)               |
| 2009 | Paolo Sorrentino                                                                                      | Il Divo (Il divo)                                                          |
| 2010 | Francesco Bruni Francesco Piccolo Paolo Virzì                                                         | La prima cosa bella                                                        |